# Paweł Lang Fu
Paweł Lang Fu (chiń. 郎福保祿) (ur. 1893 r. w Lu, Hebei w Chinach – zm. 16 lipca 1900 r. w Lujiapo, Hebei) – święty Kościoła katolickiego, męczennik.
Syn św. Lang Yang. Podczas powstania bokserów w Chinach doszło do prześladowania chrześcijan. 16 lipca 1900 r. po zajęciu wsi, w której mieszkał, powstańcy schwytali jego matkę. W tym czasie nie było go w domu. Po powrocie zobaczył ją związaną i rozpłakał się. Lang Yang przywołała go do siebie. Napastnicy podłożyli ogień pod ich dom. Jego matkę przebili włócznią, a jemu obcięli rękę. Po tym oboje wrzucili do ognia.
Dzień jego wspomnienia to 9 lipca (w grupie 120 męczenników chińskich).
Został beatyfikowany razem z matką 17 kwietnia 1955 r. przez Piusa XII w grupie Leon Mangin i 55 Towarzyszy. Kanonizowany w grupie 120 męczenników chińskich 1 października 2000 r. przez Jana Pawła II.